# Dame Boucleline et les Minicouettes
Dame Boucleline et les Minicouettes (Lady Lovely Locks and the Pixietails) est une série télévisée d'animation en coproduction américaine-japonaise en 20 épisodes de 11 minutes, diffusée aux États-Unis entre le 4 avril 1987 et le 15 août en syndication. En France, la série a été diffusée à partir du 13 septembre 1987 sur Canal+ dans l'émission Cabou Cadin.

## Synopsis
Dame Boucleline est la princesse d'un royaume magique. Avec l'aide des fées, les Minicouettes, et de Brillantin le magicien, elle combat la duchesse Noir-de-jais et ses gnomes qui tentent de s'emparer de son royaume.

## Voix françaises
- Sophie Deschaumes : Dame Boucleline
- Kelvine Dumour : Rousseline
- Olivier Korol : Prince
- Céline Monsarrat : Noir-de-jais
- Michel Papineschi : Brillantin le magicien
- Nathalie Schmidt : Milleline
- Yves Barsacq : Postichon

## Épisodes
1. Pour sauver mon royaume (To Save my Kingdom)
2. Fausse noblesse (Cruel Pretender)
3. La Disparition des Minicouettes (Vanished)
4. Le Vœu du prince (The Wishing Bone)
5. Le Lac magique (The Lake of Reflections)
6. La Trahison de Postichon (The Bundle)
7. Dame Boucleline et le géant (The Discovery)
8. Le Monstre du lac magique (The Menace of Mirror Lake)
9. Le Sacrifice de Prince (Prince's Broken Heart)
10. La Rose des neiges (The Iceman Cometh)
11. Une action pleine de noblesse [1/2] (The Noble Deed [1/2])
12. Une action pleine de noblesse [2/2] (The Doubt [2/2])
13. L'Arbre aux dragons [1/2] (The Dragon Tree [1/2])
14. L'Arbre aux dragons [2/2] (The Capture [2/2])
15. La Lune bleue (Blue Moon)
16. La Course au royaume (The Rallye)
17. La Boule de cristal (The Power and the Glory)
18. La Séparation (The Keeper)
19. Sécheresse au pays de Boucleline (Fire in the Sky)
20. Quelques tours de magie (To Take a Castle)